# Vicki Lewis
Vicki Lewis (Cincinnati, Ohio, 17 maart 1960) is een Amerikaans actrice, vooral bekend als Beth uit de comedyserie NewsRadio. De kleine (1,55m), roodharige Lewis debuteerde in 1985 in een aflevering van CBS Schoolbreak Special. Naast deze rollen heeft ze ook meerdere malen op Broadway en andere podia gestaan. Ook speelde ze in commercials.

## Persoonlijk
Lewis groeide op in Cincinnati. Haar vader Jim Lewis werkte in de luchtvaart en haar moeder Marlene werkte in de verpleging. Ze heeft ook nog een zuster, Denise.
Ze leerde Nick Nolte kennen op de set van I'll Do Anything en leefde bijna tien jaar met hem samen. Lewis trouwde in 2008 met geluidsman Philip G. Allen.

## Filmografie
- CBS Schoolbreak Special Televisieserie - Diane Kaplan (Afl., The Day the Senior Class Got Married, 1985)
- Home Improvement Televisieserie - Maureen Binford (Afl., May the Best Man Win, 1992|Abandoned Family, 1992|I'm Scheming of a White Christmas, 1992)
- Murphy Brown Televisieserie - Secretaresse #59 (Afl., One, 1993)
- Grace Under Fire Televisieserie - Wanda (Afl., Say Goodnight, Gracie, 1993)
- I'll Do Anything (1994) - Millie
- Seinfeld Televisieserie - Ada (Afl., The Secretary, 1994|The Race, 1994)
- Madman of the People Televisieserie - Rol onbekend (Afl., Executioner, 1995)
- The 5 Mrs. Buchanans Televisieserie - Donna (Afl., Viv'acious, 1995)
- Bye Bye Birdie (Televisiefilm, 1995) - Gloria Rasputin
- Caroline in the City Televisieserie -
- Mousehunt (1997) - April Smuntz
- Godzilla (1998) - Dr. Elsie Chapman
- Hercules: The Animated Series Televisieserie - Arachne (Afl., Hercules and the Tapestry of Fate, 1998, stem)
- Breakfast of Champions (1998) - Grace Le Sabre
- The Wild Thornberrys Televisieserie - Weasel (Afl., Lost and Foundation, 1999, stem)
- Pushing Tin (1999) - Tina Leary
- NewsRadio Televisieserie - Beth (96 afl., 1995-1999)
- The Norm Show Televisieserie - Kyra (Afl., Drive, Norm Said, 1999)
- King of the Hill Televisieserie - Rol onbekendm (Afl., Movin' on Up, 2000, stem)
- An Extremely Goofy Movie (DVD, 2000) - Beret-meid in café (Stem)
- The Huntress Televisieserie - Myrna Factor (Afl., Pilot, 2000)
- Three Sisters Televisieserie - Nora Bernstein-Flynn Quinn (18 afl., 2001-2002)
- Rugrats Televisieserie - Miss Weemer (Afl., Word of the Day/Jonathan Babysits, 1997, stem|Pre-School Daze, 2001, stem|Daddy's Little Helpers/Hello Dilly, 2002, stem)
- Mission Hill Televisieserie - Posey Tyler/Natalie Leibowitz/Hernandez (13 afl., 1999-2002, stem)
- Finding Nemo (2003) - Deb/Flo (Stem)
- 'Til Death Televisieserie - Melissa (Episode 2.18, 2006)
- Come on Over Televisieserie - Actrice Vicki (Afl., Thespians, 2007)
- Out of Omaha (2007) - Teensie Porter
- The Last Day of Summer (Televisiefilm, 2007) - Paige
- Grey's Anatomy Televisieserie - Harriet (Afl., Physical Attraction... Chemical Reaction, 2007)
- The Penguins of Madagascar Televisieserie - Alice (Afl. onbekend, 2007)
- Dr. Dolittle: A Tinsel Town Tail (DVD, 2008) - Chubster
- Justice League: The New Frontier (DVD, 2008) - Iris West (Stem)
- Dirt Televisieserie - Rol onbekend (Afl., What Is This Thing Called, 2008)
- Phineas and Ferb Televisieserie - Lulu (Afl., Greece Lightning/Leave the Busting to Us, 2008, stem)
- Alpha and Omega (2008) - Eve (Post-productie)
- The Ugly Truth (2009) - Elaine (Post-productie)
- Ben 10: Alien Force Televisieserie - Serena (Afl. onbekend, 2008-heden, stem)
- Betsy's Kindergarten Adventures Televisieserie - Molly (Afl. onbekend, 2006-heden, stem)
- Sonny with a Chance Televisieserie - Joy Bitterman (5 afl., 2009-2010)